# ناحیه دیور
ناحیهٔ دیور (به مجاری:  Győri járás) یک ناحیه در مجارستان است که در دیور-موشون-شوپرون واقع شده‌است. ناحیهٔ دیور ۹۰۳٫۴۰ کیلومتر مربع مساحت و ۱۹۰٬۱۴۶ نفر جمعیت دارد.